# Мэддокс, Джордж Вон

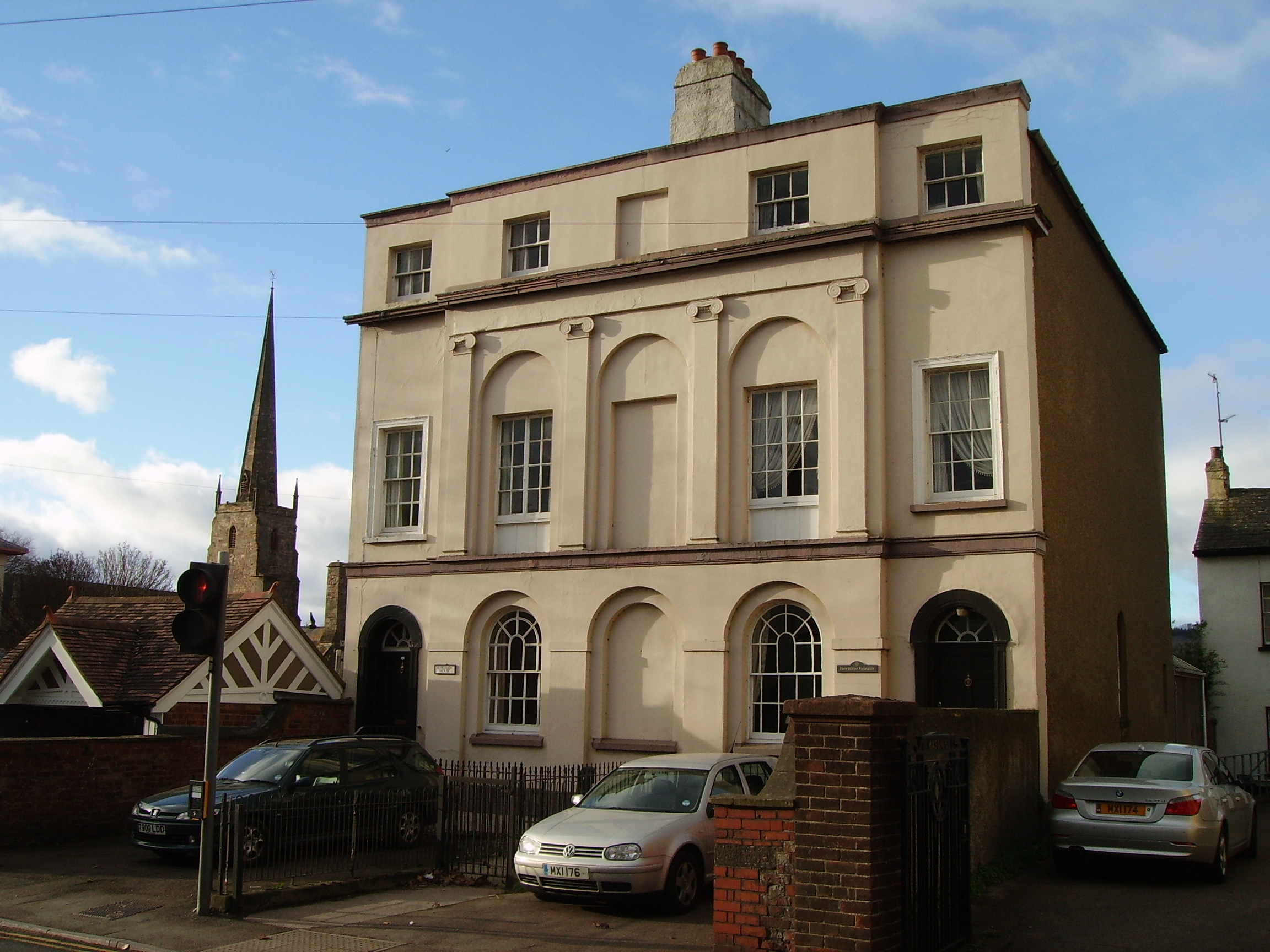
Дом № 8-10 по Монк Стрит, который спроектировал и в котором жил Джордж Вон Мэддокс

Джордж Вон Мэддокс (англ. George Vaughan Maddox, 1802 — 27 февраля 1864 года) — британский архитектор XIX века, работавший преимущественно в Монмутшире.
Мэддокс родился в 1802 году и был сыном другого архитектора, Джона Мэддокса (John Maddox), также работавшего в графстве Монмутшир. Моээдокс-младший спроектировал несколько самых примечательных строений Монмута, включая здание рынка, «его главную работу», гостиницу Бофорт Армс, методистскую церковь, Масоник Холл, дом Кингсли, Дубовый дом и дом по 18 St James Street.
Его значительная производительность внесла весомый вклад в городской пейзаж. Джон Ньюман пишет о Мэддоксе, что его здания «дали … Монмуту его особенный архитектурный вкус. В течение двух десятилетий, начиная с середины 1820-х годов он возвёл ссерию общественных и частных домов в городе, в ловком, культурном стиле, лишь иногда нерешительном. Наибольшая его работа — на улице Приората…». Мэддокс, некоторое время живший на Монк Стрит, 8, работал преимущественно в неоклассическом стиле.
В начале 1830-х годов Мэддокс выиграл конкурс, организованный Городским советом, на разработку новой схемы, позволяющей разгрузить уличное движение на Чёрч-стрит, а также включающую постройку новых скотобоен и нового крытого рынка взамен Шир-Холл, чтобы освободить место для присяжных. Мэддокс предложил новую дорогу, проект здания, новые бойни у реки, чтобы отходы можно было сливать прямо туда. Улица Приората, новая дорога, была открыта в 1834 году, а крытый рынок — в 1840 году.
У архитектора был также ряд других работ — в Рокфилде, вилла между Рокфилдом и Монмутом, и другие.

## Галерея

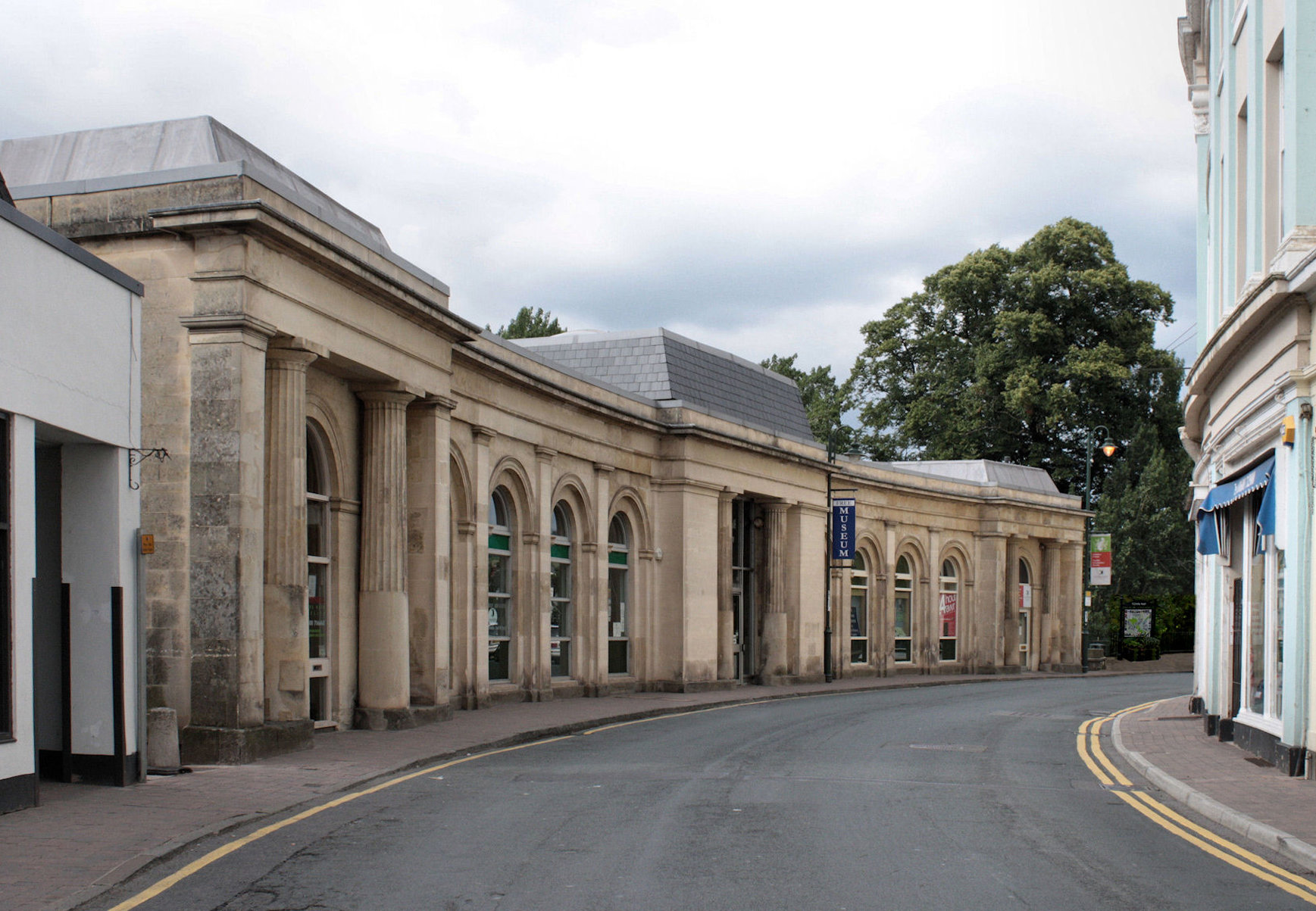
Здание рынка в Монмуте; перестроено после пожара. На данный момент в нём располагается Монмутский музей
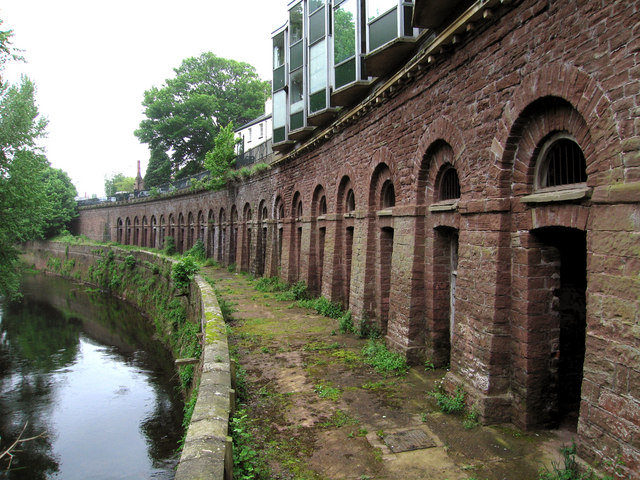
Скотобойни рынка
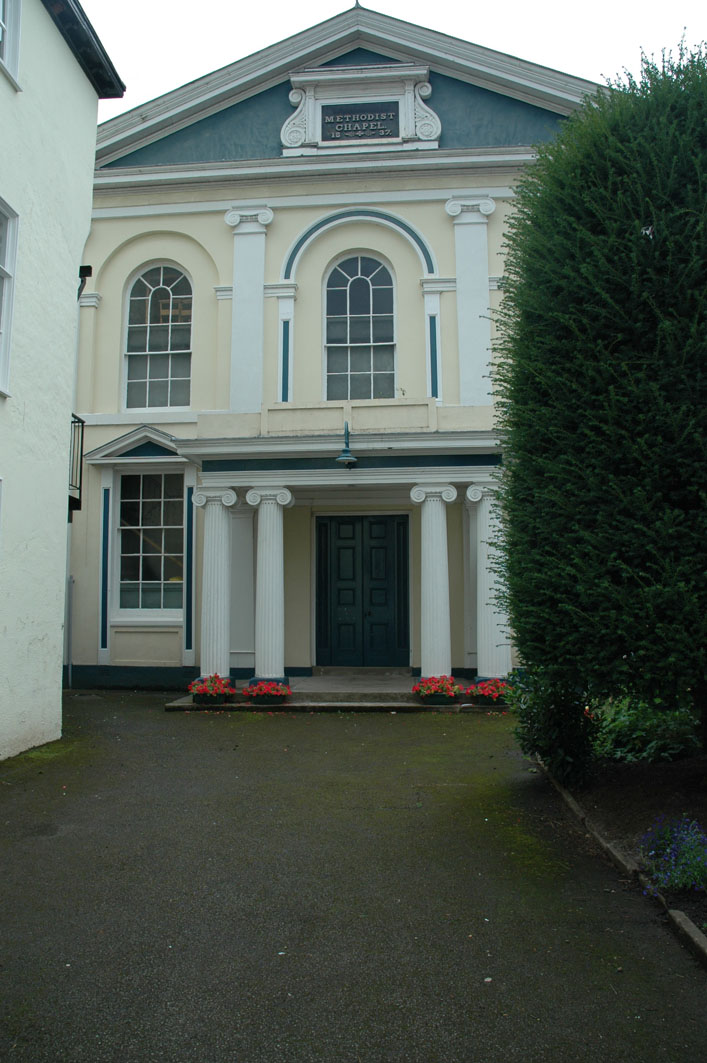
Монмутская методистская церковь
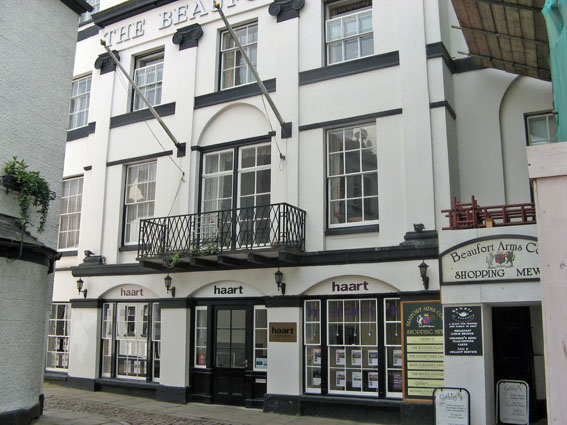
Гостиница Бофорт Армс
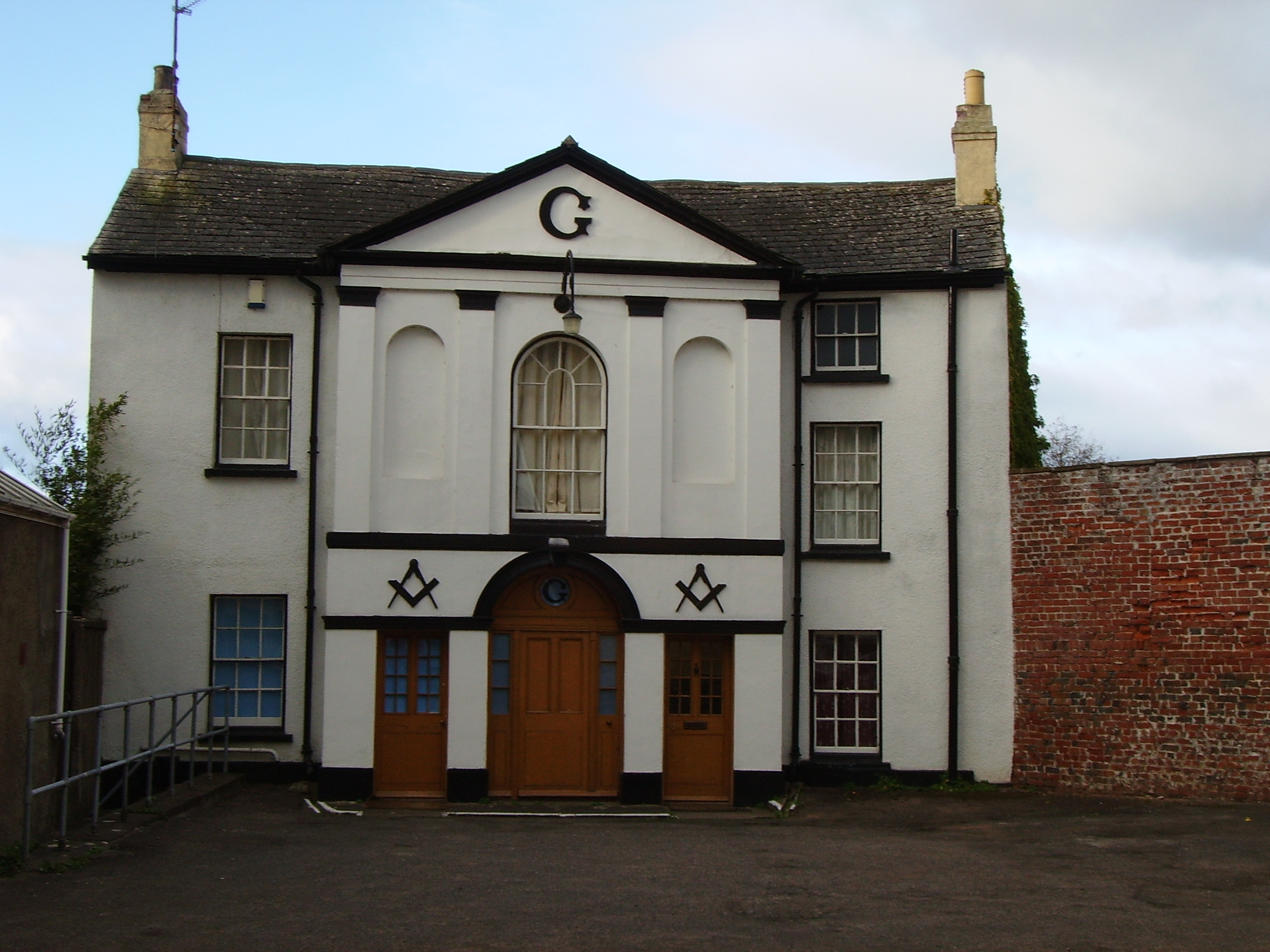
The Masonic Hall